# Helen Tamiris
Helen Tamiris, născută Elena Becker (n. 24 aprilie 1905, New York City, New York, SUA – d. 4 august 1966, Jewish Memorial Hospital⁠(d)), a fost o dansatoare, coregrafă și profesoară americană.
În 1930 a fondat propria ei școală și companie de dans, pe care le-a condus până în 1945. În 1960 împreună cu soțul ei, Daniel Nagrin (de asemenea dansator), au fondat Tamiris-Nagrin Dance Company.
Multe dintre lucrările ei, cum ar fi Walt Whitman Suite din 1934, se bazează pe o tematică americană. Din 1945 până în 1957, a coregrafiat mai multe musicaluri de pe Broadway, precum Annie Get your Gun în 1946, Touch-and-Go de 1949 și Fanny în 1954.